# Balsamus van Cava
De zalige Balsamus van Cava ( - Cava, 24 november 1232) was een Italiaanse geestelijke. Hij was monnik bij de benedictijnen en was de 10e abt van Cava tussen 1208 en 1232. 
In 1928 werd Balsamus door paus Pius XI zalig verklaard. Zijn gedenkdag is op 24 november. 
Johannes van Capua beschreef hem als een juweel van priesterschap en de kroon der prelaten.